# Carolin Kebekus
Carolin Kebekus (Bergisch Gladbach, Renania del Norte-Westfalia, 9 de mayo de 1980) es una comediante, actriz y personalidad de televisión alemana.

## Carrera
Kebekus comenzó su carrera como pasante en Freitag Nacht News, un programa de comedia semanal. Uno de los coproductores del programa, Hugo Egon Balder, vio su talento en la actuación y dispuso que tomara clases de actuación paralelas a su pasantía. En 2002, hizo una pasantía en 1 LIVE.
Sus parodias del cantante Bill Kaulitz de la banda Tokio Hotel en Freitag Nacht News fueron los catalizadores de su avance. Sin embargo, en 2006 también enfrentó una gran reacción de la comunidad de fans de Tokio Hotel y recibió mensajes de odio y amenazas. Desde septiembre de 2006 hasta que el programa fue cancelado en diciembre de ese mismo año, Kebekus fue uno de los presentadores de Freitag Nacht News junto con Ingo Appelt y otros.
Kebekus trabaja como comediante y actriz de televisión en emisoras alemanas. El contenido de su comedia es muy feminista y satírico.

## Ataques contra el catolicismo
En febrero de 2013, el heute-show transmitió un clip de película satírico, en el que Kebekus anunciaba como Papa al cardenal Joachim Meisner. Según el Der Spiegel, un portavoz de la conferencia episcopal alemana intentó detener la transmisión del episodio.
En junio de 2013, la WDR Fernsehen decidió no transmitir el video satírico «Dunk den Herrn! Kebekus!», producido por Kebekus en Einsfestival. En el vídeo, en el que se disfraza de monja y lame un crucifijo, Kebekus, entre otras cosas, rapeó: «Él es mi banco, solo por él me voy desnudo» y «Con Dios, el punk se apaga porque solo Él tiene el funk; Jesús es la mierda y si no, no te creas eso, eres una mierda». WDR explicó que ese 'humor' no podía «ser aceptado de esa manera», asegurando que el canal de televisión representa la liberalidad y la tolerancia, lo que significa que se deben respetar las creencias religiosas de la población. Luego de discusiones editoriales y un examen jurídico, los responsables del programa decidieron no difundir el video: «Hay una gran diferencia entre las críticas a la institución de la Iglesia y la denigración de los símbolos religiosos». En correlación con el video, se recibieron más de 100 denuncias contra Kebekus, tras un llamado de la Fraternidad Sacerdotal San Pío X.

## Vida personal
En una entrevista con Kölner Stadt-Anzeiger el 9 de marzo de 2022, Kebekus dijo que había dejado la Iglesia Católica, pero que seguía considerándose católica. «Como bautizada, eso nadie me lo puede quitar ni negar. Tengo problemas con la institución, sus estructuras y relaciones de poder. Por eso dejé la Iglesia. Pero siento que pertenezco a la comunidad de creyentes».